# Gustav Heyer
Gustav Heyer, född 1826, död 1883, var en tysk skogsman; son till Carl Heyer.
Heyer var professor i forstvetenskap i München. Han författade bland annat Lehrbuch der forstlichen Bodenkunde und Klimatologie (1856), Anleitung zur Waldwertrechnung (1865; fjärde upplagan utgiven av Karl Wimmenauer 1892) och Handbuch der forstlichen Statik (1871) samt var 1856-1878 utgivare av "Allgemeine Forst- und Jagdzeitung".